# Emilio Guillín
Emilio Guillín (Santiago de Compostela, La Coruña, España;14 de marzo de 1976) es un periodista y presentador de televisión español.

## Biografía

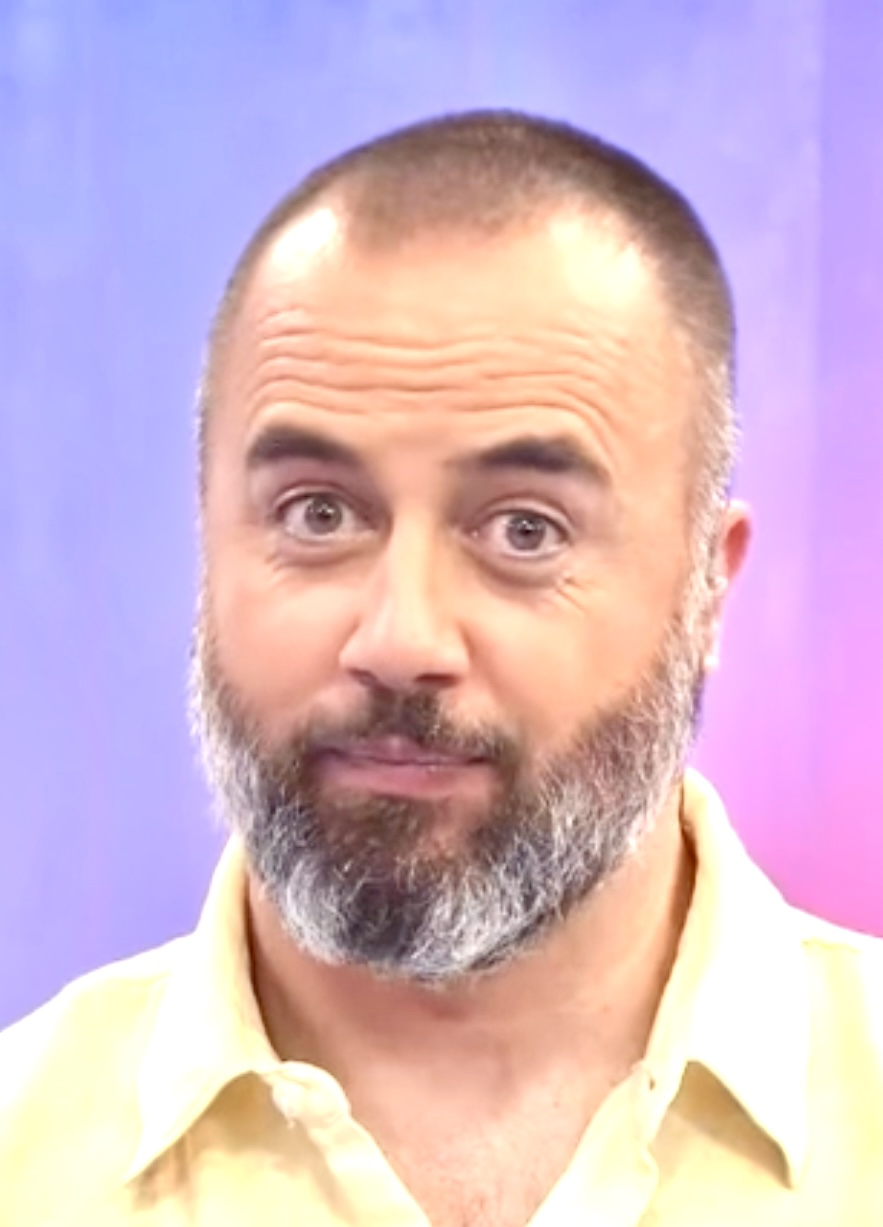
Emilio Guillín, en junio de 2025

Sus primeros pasos en televisión los da con 19 años en la cadena local Radio Televisión Compostela (RTC), donde conduce diferentes programas de entretenimiento e informativos. Al tiempo su formación académica se amplía en la Universidad de Santiago de Compostela, donde cursa Filología Gallega. En 1998 llega su primera gran oportunidad: en Televisión de Galicia (TVG) presenta 'Supermartes', concurso líder de audiencia en Galicia durante muchas temporadas, emitido en riguroso directo cada martes en Prime-time.
En el año 2000, Emilio Guillín se traslada a Madrid, donde estudia Interpretación y Arte Dramático en la Fundación Shakespeare, y Periodismo en la Universidad Carlos III de Madrid. Su formación periodística continúa con un Master de Periodismo Audiovisual (IEPA-CES). En la capital le surgen nuevas oportunidades como presentador y periodista en distintas cadenas de ámbito estatal: Canal+ (en el informativo presentado por Marta Reyero), CNN+, Localia, Expansión TV,...
En el año 2003, llega a Antena 3: ficha como colaborador de Agustín Bravo en el Talk Show matinal 'Háblame de ti'. Ya en 2004 se convierte en reportero de directos del programa 'Diario de una boda', conducido por Jaime Cantizano y Mónica Martínez. El espacio narra la cuenta atrás y todos los preparativos de la boda del Príncipe Felipe de Borbón y Grecia y Letizia Ortiz. Ese mismo año, Guillín ficha por Televisión Española: presenta en La 2 el programa de empleo 'Aquí Hay Trabajo'.
En 2006, regresa a su tierra para conducir dos nuevos programas en el prime time de Televisión de Galicia: presenta el concurso 'Perdelo Todo' y el show musical 'Mundo Verbena'. 
Un año más tarde, en 2007, Susanna Griso le ficha para presentar varias secciones del magazine matinal Espejo Público de Antena 3.
En el verano de 2010, presenta 'Na punta do pé' -magazine de fiestas populares diario, en directo e itinerante- en el access prime time de Televisión de Galicia.
En 2011, conduce 'Xiz', concurso infantil diario emitido en V televisión (canal autonómico privado de Galicia).
Tras unos años trabajando como redactor en el programa Sálvame de Telecinco y en gabinetes de prensa, en 2017 regresa a la pantalla como reportero del programa Ancha es Castilla-La Mancha de CMMedia. Ese mismo año, vuelve a TVG como reportero del nuevo magazine de actualidad diario 'Galicia Viva'; en que continúa cuando, en septiembre de 2018, este pasa a llamarse 'Fun polo aire'. Desde mayo de 2020, presenta el espacio junto a Susana López Carbia.
Desde septiembre de 2022, es reportero y presentador eventual de 'Hora Galega', programa de directos y reportajes de las tardes de TVG.